# Firmiana philippinensis
Firmiana philippinensis är en malvaväxtart som beskrevs av André Joseph Guillaume Henri Kostermans. Firmiana philippinensis ingår i släktet Firmiana och familjen malvaväxter. Inga underarter finns listade i Catalogue of Life.